# Астраханский государственный медицинский университет
Астраханский государственный медицинский университет (Астраханский ГМУ) — медицинское высшее учебное заведение в городе Астрахань. Основан в 1918 году.

## История

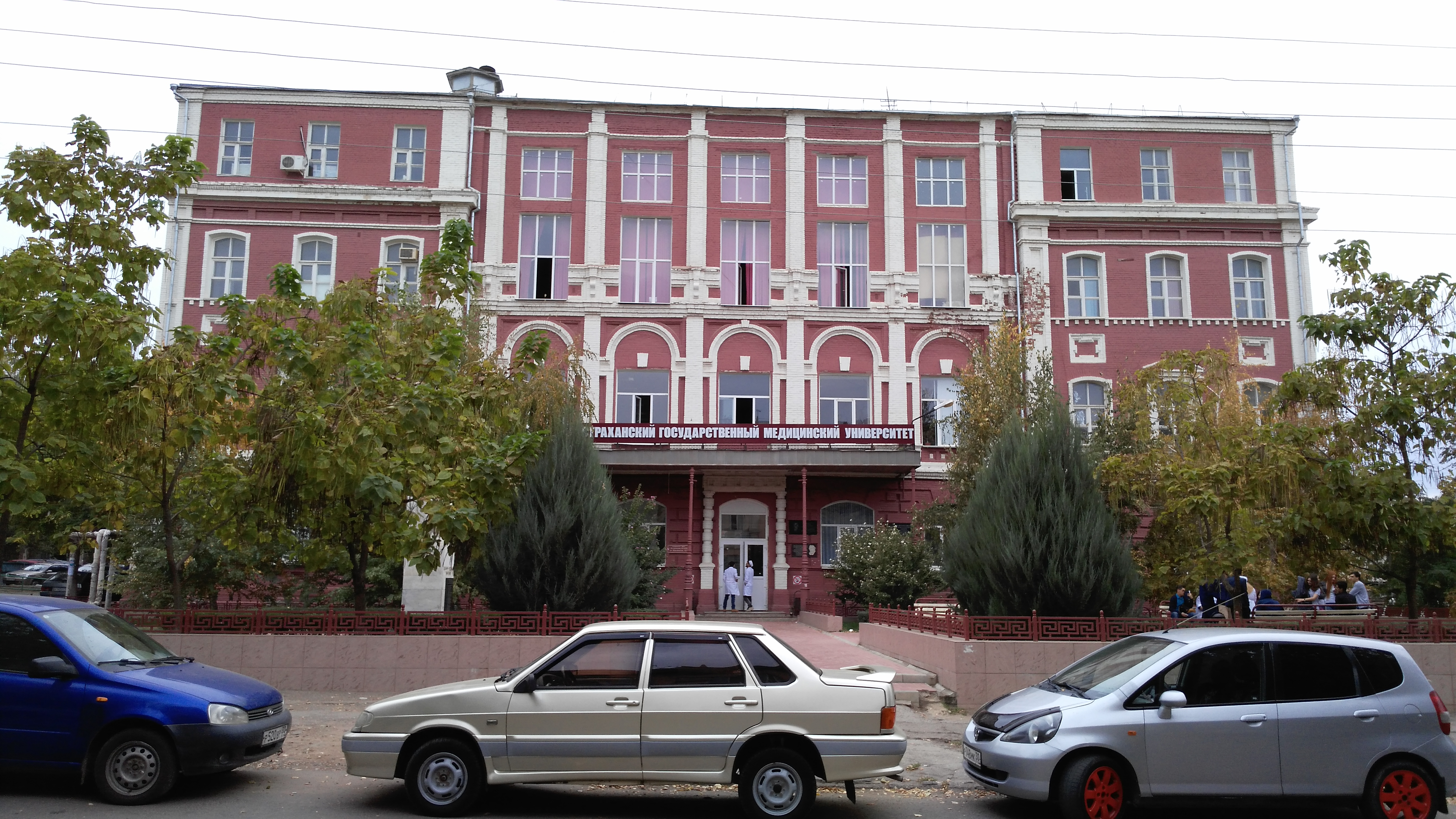
Старый корпус на ул. Мечникова.

В конце 1918 года, по указанию В. И. Ленина, был организован Астраханский государственный университет с медицинским факультетом. По распоряжению Народного Комиссариата здравоохранения РСФСР С. Р. Залкинд был отозван из армии и назначен деканом медицинского факультета. Он был первым организатором высшего медицинского учебного заведения в Астрахани, которое в последующем сыграло важную роль в подготовке медицинских кадров для областей Нижнего Поволжья, Северного Кавказа и Калмыцкой области. В 1922 году все факультеты университета, кроме медицинского, были упразднены, а университет преобразован в медицинский институт. В 1922 году, а затем в 1970 году, студенты и преподаватели института принимали участие в ликвидации эпидемии холеры. В 1927 году институт получил в пользование здание бывшей армянской духовной семинарии, которое стало базовым административным и теоретическим корпусом вуза. В 1937 году построено первое студенческое общежитие.
В 1948 году образовано студенческое научное общество (СНО). В 1963 году построено второе, в 1966 году — третье, в 1976 — четвёртое и в 1980 году — пятое студенческие общежития. В 1977 году открыта ЦНИЛ.
В 1987 году построен новый (сегодня — главный) теоретический корпус. В 1988 году открыт музей истории вуза, в 1993 году — факультеты усовершенствования врачей, постдипломной подготовки, иностранных студентов. 
В 1995 году переименован в Астраханскую государственную медицинскую академию. 
В последнее десятилетие открыты и работают НИИ КИП, УНДЦ, наркологический центр, докторантура, множество новых кафедр и служб.
В составе учебного заведения 11 факультетов, 60 кафедр и курсов, открыта аспирантура по 26 специальностям и докторантура по 3. В академии работают 9 действительных членов и 2 члена-корреспондента различных общественных академий, около 100 докторов медицинских наук, профессоров, более 300 доцентов и кандидатов наук. В настоящее время обучается 3780 студентов, 197 интернов, 176 ординаторов, 73 аспиранта. С 1923 года выпущено более 25400 врачей.
31 октября 2014 года академия была переименована в Астраханский государственный медицинский университет.

## Ректоры
- 1918—1919 — Сергей Александрович Усов;
- 1919—1922 — Сергей Васильевич Паращук;
- 1922—1924 — Василий Ильич Березин;
- 1924—1926 — Александр Павлович Сергеев;
- 1926—1928 — Иван Афанасьевич Беляев;
- 1928—1929 — Александр Евлампиевич Мельников;
- 1929—1935 — Яков Исаакович Черняк;
- 1935—1937 — Дмитрий Сергеевич Маркин;
- 1937—1939 — Александр Иванович Миронов;
- 1939—1942 — Александр Михайлович Аминев;
- 1942—1945 — Лидия Евстафьевна Каршина;
- 1945—1952 — Сергей Сергеевич Серебренников;
- 1952—1958 — Семён Васильевич Захаров;
- 1958—1966 — Иван Никитич Аламдаров;
- 1966—1971 — Юрий Семёнович Татаринов;
- 1971—1983 — Виктор Борисович Сучков;
- 1983—1987 — Владимир Феоктистович Богоявленский;
- 1987—2002 — Иван Николаевич Полунин;
- 2002—2007 — Валентин Михайлович Мирошников;
- 2007—2019 — Халил Мингалиевич Галимзянов;[2]
- 2019 — 2024 — Ольга Александровна Башкина;[4]
- С 2024 года — Сергей Викторович Поройский[5].

## Структура

### Факультеты
- Лечебный
- Педиатрический
- Факультеты медико-биологического профиля: фармацевтический факультет, медико-профилактический факультет, факультет клинической психологии
- Стоматологический факультет
- Факультет высшего сестринского образования и среднего профессионального образования
- Факультет последипломного обробразования
- Подготовительное отделение (Малая медицинская академия)

### Кафедры
- Кафедра акушерства и гинекологии педиатрического факультета с курсом последипломного образования
- Кафедра акушерства и гинекологии лечебного факультета
- Кафедра анатомии
- Кафедра анестезиологии и реаниматологии
- Кафедра биологии и ботаники
- Кафедра биологии
- Кафедра биологической химии
- Кафедра внутренних болезней педиатрического факультета
- Кафедра гигиены медико-профилактического факультета с курсом последипломного образования
- Кафедра гистологии и эмбриологии
- Кафедра госпитальной педиатрии с курсом последипломного образования
- Кафедра госпитальной терапии
- Кафедра госпитальной хирургии
- Кафедра дерматовенерологии
- Кафедра детских инфекций
- Кафедра детской хирургии
- Кафедра иностранных языков
- Кафедра инфекционных болезней
- Кафедра физики, математики и медицинской информатики
- Кафедра кардиологии ФПО
- Кафедра клинической фармакологии
- Кафедра латинского и иностранных языков
- Кафедра медицинской реабилитации
- Кафедра микробиологии и вирусологии
- Кафедра неврологии и нейрохиургии с курсом последипломного образования
- Кафедра наркологии, психотерапии и правоведения
- Кафедра нормальной физиологии
- Кафедра общей гигиены
- Кафедра общей хирургии с курсом последипломного образования
- Кафедра общественного здоровья и здравоохранения с курсом последипломного образования
- Кафедра онкологии с курсом лучевой диагностики и лучевой терапии
- Кафедра ортопедической стоматологии
- Кафедра оториноларингологии и офтальмологии
- Кафедра патологической анатомии
- Кафедра патологической физиологии
- Кафедра педиатрии и неонатологии
- Кафедра педиатрии лечебного факультета
- Кафедра перинатологии с курсом сестринского дела
- Кафедра поликлинического дела и скорой медицинской помощи с курсом семейной медицины
- Кафедра пропедевтики детских болезней поликлинической и неотложной педиатрии
- Кафедра пропедевтики внутренних болезней
- Кафедра пропедевтики стоматологических заболеваний
- Кафедра психиатрии
- Кафедра психологии и педагогики
- Кафедра русского языка
- Кафедра стоматологии и челюстно-лицевой хирургии с курсом последипломного образования
- Кафедра судебной медицины
- Кафедра сердечно-сосудистой хирургии ФПО
- Кафедра терапевтической стоматологии
- Кафедра топографической анатомии и оперативной хирургии
- Кафедра травматологии и ортопедии
- Кафедра урологии
- Кафедра факультетской педиатрии
- Кафедра факультетской терапии и профессиональных болезней с курсом последипломного образования
- Кафедра факультетской хирургии
- Кафедра фармакологии
- Кафедра фармакогнозии, фармацевтической технологии и биотехнологии
- Кафедра физики, математики и медицинской информатики
- Кафедра физической культуры
- Кафедра философии, биоэтики, истории и социологии
- Кафедра фтизиатрии
- Кафедра химии
- Кафедра химии фармацевтического факультета
- Кафедра хирургических болезней педиатрического факультета
- Кафедра экономики и управления здравоохранением с курсом последипломного образования
- Кафедра экстремальной медицины и безопасности жизнедеятельности
- Кафедра эпидемиологии

## Печатные издания
- газета «Alma mater».

В газете освещаются новости АГМУ, события студенческой жизни университета.
Главный редактор — А. Х. Сатретдинова. Тираж 1000 экземпляров.
- «Астраханский медицинский журнал».

Освещение проблем медицины, психологии, образования, общественного здоровья.
Издаётся с 2006 года. Периодичность: ежеквартально. Подписной индекс в каталоге агентства Роспечать «Газеты. Журналы» 33281.
- журнал «Лингвистика и образование».

Главный редактор — Маджаева Санья Ибрагимовна. Цель электронного издания – ознакомление научной общественности с результатами научных исследований ученых из России и других стран в области теории языка, германистики, романистики, сравнительно-исторического, типологического и сопоставительного языкознания, теории и методики высшего образования.